# Ignacy Jakubowicz
Ignacy Jakubowicz (ros. Игнатий Семёнович Якубович, ur. w marcu 1881 w Warszawie, zm. ?) – polski komunista, radziecki dyplomata.

## Życiorys
Od 1904 był członkiem SDKPiL, od grudnia 1917 sekretarz Głównego Komisariatu Banku Narodowego Rosji, od 1918 członek RKP(b). Od 16 kwietnia do 5 listopada 1918 II sekretarz Pełnomocnego Przedstawicielstwa (Ambasady) RFSRR, 1918-1922 kierownik Wydziału Europy Środkowej Ludowego Komisariatu Spraw Zagranicznych RFSRR, 1922-1928 sekretarz Ambasady RFSRR\ZSRR w Niemczech, 1928-1931 radca Ambasady ZSRR w Niemczech. 1931-1932 pełnomocny przedstawiciel Ludowego Komisariatu Spraw Zagranicznych ZSRR przy Radzie Komisarzy Ludowych Białoruskiej SRR, 1934-1935 kierownik Archiwum Politycznego Ludowego Komisariatu Spraw Zagranicznych ZSRR, od 17 listopada 1934 do 26 grudnia 1937 ambasador ZSRR w Norwegii.